# Santo Antônio do Jardim
Santo Antônio do Jardim är en kommun i Brasilien.   Den ligger i delstaten São Paulo, i den sydöstra delen av landet, 700 km söder om huvudstaden Brasília. Antalet invånare är 5 943. Arean är 110 kvadratkilometer.
Terrängen i Santo Antônio do Jardim är kuperad åt sydost, men åt nordväst är den platt.
Följande samhällen finns i Santo Antônio do Jardim:
- Espírito Santo do Pinhal

Omgivningarna runt Santo Antônio do Jardim är en mosaik av jordbruksmark och naturlig växtlighet. Runt Santo Antônio do Jardim är det ganska tätbefolkat, med 56 invånare per kvadratkilometer.